# Скурту-Слевешть
Скурту-Слевешть, Скурту-Слевешті (рум. Scurtu-Slăvești) — село у повіті Телеорман в Румунії. Входить до складу комуни Скурту-Маре.
Село розташоване на відстані 67 км на захід від Бухареста, 42 км на північ від Александрії, 114 км на схід від Крайови, 148 км на південь від Брашова.

## Населення
За даними перепису населення 2002 року у селі проживали 355 осіб, усі — румуни. Усі жителі села рідною мовою назвали румунську.